# Bughea de Sus (Argeș)
Bughea de Sus è un comune della Romania di 3 219 abitanti, ubicato nel distretto di Argeș, nella regione storica della Muntenia.
Il comune è conosciuto per le sue acque termali, particolarmente indicate per la cura delle patologie reumatiche e gastrointestinali.
Un'altra attrattiva del comune è la riserva geologica e paleontologica Peștera Albești, nella quale si trovano zone granitiche (granito di Albești) e calcaree (calcare di Albești); quest'ultima zona è formata da calcare nummolitico ricco di fossili.